# ریشارد براوئر
ریشارد داگوبرت براوئر (به آلمانی: Richard Dagobert Brauer) (زاده ۱۰ فوریه ۱۹۰۱ در برلین – درگذشته ۱۷ آوریل ۱۹۷۷ در بلمونت) ریاضیدان اهل آلمان بود.

## زندگی و کارنامه
او که فرزند یک بازرگان چرم بود در حومه برلین به مدرسه رفت و از همان زمان به ریاضیات دلبستگی پیدا کرد. این استعداد او را یکی از معلم های مدرسه اش که در نزد فروبنیوس دانش آموخته بود دریافت و او را متقاعد کرد که ریاضیات را ادامه دهد. وی از کودکی رویای مخترع شدن داشت و برای همین در سال ۱۹۱۹ نخست به دانشگاهی صنعتی در برلین رفت و پس از آن وارد دانشگاه فنی برلین شد ولی پس از یک نیمسال دریافت که جنبه های نظری درسها برایش پرجاذبه تر از مباحث عملی آنهاست و برای همین به دانشگاه هومبولت برلین رفت. در آنجا با ریاضیدانان و استادانی همچون آلبرت آینشتاین، ماکس پلانک، ارهارد اشمیت و کاراتئودوری آشنا شد. او به ویژه در درسهای ایسای شور شرکت کرد و از این رهگذر به جبر علاقه‌مند شد. براوئر در سال ۱۹۲۱ به همراه برادرش یکی از مسائل حل نشده ای را که شور پیشنهاد داده بود حل کرد و در سال ۱۹۲۶ با سرپرستی شور درجه دکتری ریاضیات را دریافت کرد. براوئر در دهه ۱۹۳۰به آمریکا کوچید و در آنجا با هرمان وایل مقاله های مهمی از جمله درباره مفهوم اسپینورها نوشت. وی در سال ۱۹۵۱ در دانشگاه هاروارد به درجه استادی رسید و تا زمان بازنشستگی اش در سال ۱۹۷۱ در همان دانشگاه ماند.